# Beter voor Bert
Beter voor Bert is een stripverhaal uit de reeks van Suske en Wiske uit 1983. Het is speciale uitgave gemaakt voor het Nederlandse Rode Kruis, afdeling Jeugd Rode Kruis. Het is niet gepubliceerd in de Vierkleurenreeks.

## Locaties
- Het land zonder drempels

## Personages
- Suske, Wiske met Schanulleke, Lambik, Jerom, tante Sidonia, professor Barabas, Bert, automobilist, dokter, Marie en andere buurvrouw

## Uitvindingen
- Wensmachine, teletijdmachine

## Het verhaal
Tante Sidonia is kwaad omdat Suske, Wiske, Lambik en Jerom alleen nog maar autospelletjes op de computer spelen in plaats van gezellig met elkaar praten. Als tante Sidonia over straat loopt ontmoet ze een jongen die bij zijn vriendjes wegloopt, hij heeft geen zin om altijd in een automatenhal te spelen. De jongen stelt zich voor als Bert en gaat met tante Sidonia mee naar huis, maar de vrienden hebben alleen oog voor de tv en Bert vertrekt weer. Dan wordt Bert aangereden en komt in het ziekenhuis terecht, de dokter vertelt dat zijn benen verlamd zijn. Tante Sidonia neemt de jongen mee naar huis, maar hij is ontroostbaar doordat hij niet meer lopen kan en iedereen hem zielig vindt.
Bert wil dat de mensen hem normaal behandelen, maar dit lukt meestal niet. De vrienden gaan naar professor Barabas die een wensmachine heeft uitgevonden. Bert wenst dat hij weer kan lopen maar de professor legt uit dat alleen techniek, en niet de natuur, door de machine beïnvloed kan worden. Dan wensen de vrienden een land zonder trappen en drempels voor Bert en ze worden met de teletijdmachine naar die wereld geflitst. Bert kan zich goed redden in de wereld waar alles aan zijn rolstoel is aangepast, maar hij moet de andere personen juist helpen.
Alles werkt met afstandsbedieningen en er zijn geen stoelen of trappen in het huis te vinden. De vrienden vinden het niet leuk dat ze zichzelf niet kunnen redden, bij alles hebben ze hulp van Bert nodig. Na een tijdje wenst tante Sidonia dat ze terug was in haar eigen wereld en verdwijnt. De anderen willen Bert niet alleen laten en Bert schaamt zich voor het offer van zijn vrienden. Dan volgt een enorme knal, de zekeringen blijken te zijn doorgeslagen. Nu er geen elektriciteit meer is werkt er niks meer in de wereld zonder drempels. Lambik wil de elektriciteit repareren en gaat naar de meterkast, maar door zijn werkzaamheden breekt er brand uit in het huis.
Door een bed aan de rolstoel van Bert vast te binden kunnen de vrienden uit het brandende huis ontsnappen. Als buiten de rails ook ineenstort wensen de vrienden dat ze terug zijn in hun eigen wereld. Bert heeft door dat hij wel dingen kan doen en haalt de stroop voor de pannenkoeken. Als Lambik over een videospelletje begint, wordt hij zo kwaad aangekeken dat hij maar over de pannenkoeken begint te praten.

## Achtergronden
Er wordt veel tekst gebruikt en in kaders wordt informatie gegeven, bijvoorbeeld over wat er gebeurt tijdens en na een ongeluk, en wat de rol van het Rode Kruis hierin is.